# Butta la luna
Butta la luna è una serie televisiva italiana composta da due stagioni.

## Produzione
È prodotta da Rai Fiction e dalla LDM Comunicazione S.p.a. È ispirata all'omonimo romanzo di Maria Venturi ed è stata diretta da Vittorio Sindoni. Le riprese della prima stagione si sono svolte a Polignano a Mare, Roma e Milano per circa 8 mesi a partire dal 24 ottobre 2005. Le due protagoniste sono interpretate da Fiona May e Chiara Conti, che interpretano rispettivamente madre e figlia (sebbene la Conti sia solo quattro anni più giovane rispetto alla May). La seconda stagione, composta da tredici puntate, è andata in onda nel 2009.

## Trama
Alyssa Calangida è una giovane nigeriana che, con la sorella gemella Fatma, arriva nell'Italia degli anni ottanta in cerca dell'uomo di cui è incinta, il quale però, una volta rintracciato, rifiuta ogni responsabilità sul nascituro. A casa della madre dell'uomo, in Calabria, Alyssa partorisce una bimba: Cosima, bianca come il padre.
Grazie soprattutto all'aiuto dell'avvocato Attilio Argenzi, Alyssa riesce a dimostrare al Tribunale dei Minori di essere in grado di crescere decorosamente la neonata, di cui riesce a mantenere la custodia.
Ormai maggiorenne, Cosima si iscrive all'università a Roma, dove conosce Stefano. I due si innamorano, e quando lui scopre che la madre della sua ragazza è nigeriana, accetta la cosa, sebbene dopo qualche momento di disorientamento. Ma i suoi genitori, saputa la notizia, gli ordinano di troncare la relazione.
Nel frattempo Alyssa avvia un piccolo negozio con i gioielli realizzati da Fatma. In breve tempo l'emporio etnico delle gemelle Calangida ha un grande successo, diventando un negozio alla moda.
Cosima, una volta laureata, inizia a lavorare come psicologa per il Tribunale dei Minori. Mandata per un incarico a Milano, conosce il giudice Nicola Argenzi, figlio di Attilio, l'avvocato che vent'anni prima aveva aiutato Alyssa. Nicola è sposato, ma non felicemente, e ha una figlia, Matilde. Qualche tempo più tardi, sua moglie viene trovata uccisa.
Mentre Nicola resta a Milano per cercare di scoprire chi ha ucciso la moglie, Matilde viene portata dal nonno Attilio nella casa di Roma e, grazie a lei, i rapporti fra Attilio e Alyssa si fanno sempre più amichevoli. Dopo aver scoperto il vero assassino, anche Nicola raggiunge la figlia a Roma.
Ormai vicini di casa, Cosima e Nicola si incontrano sempre più spesso e tra di loro nasce un reciproco affetto, fino a che i due non si scoprono innamorati.
Nel frattempo Fatma muore a causa di un problema al cuore, e Alyssa decide di chiudere il negozio. L'unico che riesce a curare il suo dolore è il vecchio amico Attilio. Mentre la relazione tra Cosima e Nicola si fa più complicata – tanto che lei comincia a frequentare un collega –, quella tra Attilio e Alyssa si trasforma pian piano in amore.

## Episodi
| Stagione         | Episodi | Prima TV  |
| ---------------- | ------- | --------- |
| Prima stagione   | 8       | 2006-2007 |
| Seconda stagione | 13      | 2009      |

## Interpreti e personaggi
- Fiona May: Alyssa Calangida
- Chiara Conti: Cosima Calangida
- Giampaolo Morelli: Nicola Argenzi
- Roberto Farnesi: comm. Luca Ferrari
- Andrea Tidona: Attilio Argenzi
- Vanessa Gravina: Sandra Morabito
- Isa Barzizza: Egle
- Juliet Esey Joseph: Fatma Calangida
- Nino Frassica: Mario Ficuzza, il portiere
- Giuliano Gemma: Luigi Zagari, padre di Cosima
- Angelo Di Genio: Saverio Sutera, figlio illegittimo di Luigi e fratello di Cosima
- Anita Zagaria: Elena Marini
- Paola Tiziana Cruciani: Aurelia Donati
- Regina Bianchi: Nonna Cosima
- Nela Lucic: Zara
- Stefania Bogo: Luisa Argenzi
- Toni Garrani: giudice Jotta
- Fulvio Falzarano: capitano Bruno Zunin
- Massimo Corvo: don Eugenio
- Lola Ponce: Isabel Diaz
- Vlad Alexandrau Toma: Kostia
- Danilo Celli: Davide Pisa
- Xhilda Lapardhaja: Sabrina
- Kelly Palacios: Safiya
- Lina Bernardi: madre di Francesco
- Gianluca Soli: Francesco
- Idris: Jamil Mobutu
- Giulia Bellu: Matilde Argenzi
- Alessandro Dong: Shanghai
- Enrica Ajò: Adele
- Manuela Morabito: Fabrizia
- Michel Leroy: Yousouf Landori
- Carmine Recano: Matteo Morì
- Luca Bastianello: Stefano Rivelli
- Anna Rita Chierici: Marcella
- Fabio Traversa: Elio Valci
- Carla Macelloni: la vicina degli Argenzi
- Roberto D'Alessandro: dottor Salvieri
- Esnedy Milan Herrera: Amina
- Federico Torre: avvocato De Luigi
- Donatella Salvatico: segretaria di Argenzi
- Nino Bontempo: il giudice di processo